# Палац Пена
Національний Палац Пена (порт. Palácio Nacional da Pena) — романтичний замок у Сан-Педру-де-Пенаферрім, муніципалітет Сінтри, на Португальській Рив'єрі. Замок стоїть на вершині пагорба в горах Сінтри над містом Сінтра, і в ясний день його можна легко побачити як із самої столиці країни так і з Великого Лісабона. Він є національною пам’яткою та одним із найяскравіших представників романтизму XIX століття у світі. Палац є об’єктом Світової спадщини ЮНЕСКО та одним із семи чудес Португалії. Використовується для державних зустрічей та прийомів Президентом Португалії та іншими урядовими посадовими особами.

## Історія

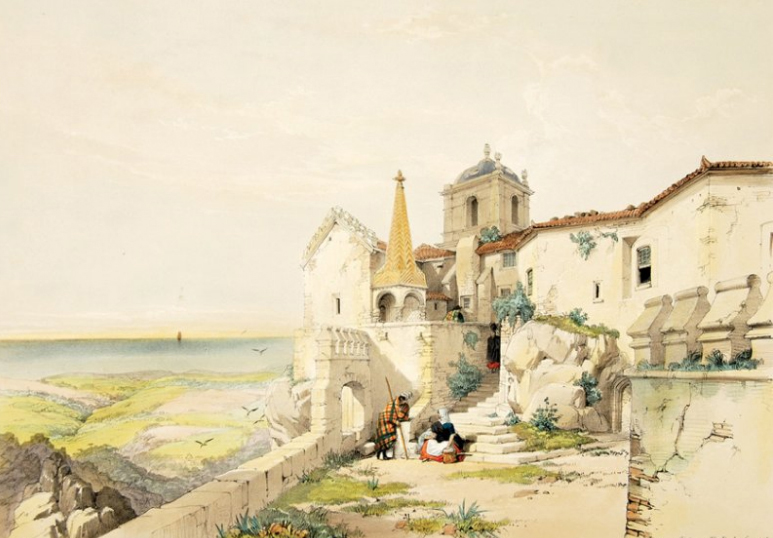
Монастир Пена (його колишня споруда) у 1839 р. Джордж Вівіан.

Історія замку почалася в середньовіччі, коли на вершині пагорба над Сінтрою була збудована каплиця, присвячена Богоматері Пена. За легендою будівництво каплиці відбулося після явлення Богородиці . 

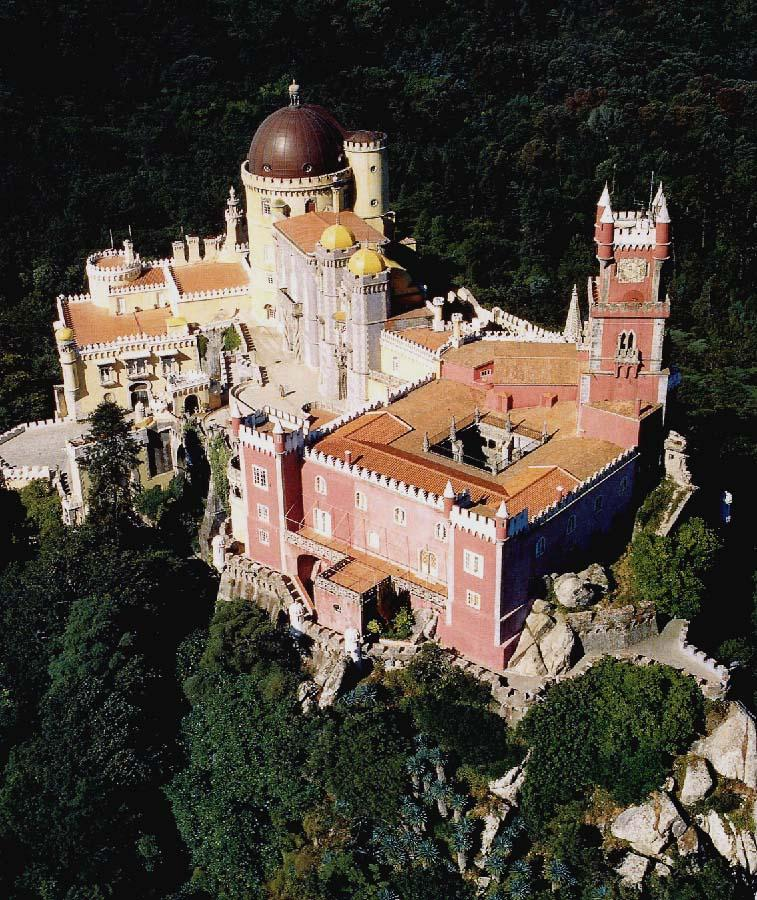
Палац з висоти пташиного польоту

У 1493 році король Жуан II, у супроводі своєї дружини королеви Леонори, щоб виконати обітницю здійснив паломництво до цієї каплиці. Його наступник, король Мануел I наказав побудувати на цьому місці монастир, який був переданий ордену святого Єроніма. Протягом століть Пена був невеликим тихим місцем для медитацій, в якому мешкало максимум вісімнадцять ченців. 
У XVIII столітті монастир був сильно пошкоджений блискавкою. Однак, саме  землетрус 1755 року незабаром після цього, перетворив його на руїни. Тим не менш, каплиця (та її оздоблення з мармуру та алебастру) збереглась без значних пошкоджень. 
Протягом багатьох десятиліть монастир так і залишався руїнам, які все ж дивували молодого принца Фернанду ІІ. У 1838 році принц-консорт Фернанду II вирішив придбати старий монастир, усі навколишні землі, сусідній замок маврів та кілька інших маєтків у цьому районі. Тоді король Фернанду вирішив перетворити залишки монастиря на палац, який буде служити літньою резиденцією для португальської королівської родини. Наказ на перебудову романтичного стилю отримав генерал-лейтенант та гірничий інженер Вільгельм Людвіг фон Ешвеге. 
Ешвеге, німецький архітектор-аматор, багато подорожував і, ймовірно, вивчив кілька замків уздовж річки Рейн. Будівництво палацу Пена відбулося між 1842 та 1854 роками, хоча воно й було майже закінчене у 1847 році, король Фернанду та королева Марія II рішуче втрутилися у питаннях оздоблення та символізму. Серед іншого, король запропонував додати склепінні арки, середньовічні та ісламські елементи, а також розробив багато прикрашене вікно для головного фасаду (надихнувшись вікном будинку глави монастиря ордену Христа в Томарі). 
Після смерті Фернанду палац перейшов у володіння його другої дружини Елізи Хенслер, графині Едла, яка пізніше продала його королю Луїшу.  Після цього палац часто використовувався його родиною. У 1889 р. палац викупила португальська держава, а після революції 1910 року його віднесли до національної пам’ятки та перетворили на музей. Остання королева Португалії, королева Амелія, провела останню ніч у палаці, перш ніж виїхати з країни у вигнання. 
Палац швидко став однією з найвідвідуваніших пам'яток Португалії. З часом кольори червоного та жовтого фасадів згасали, і довгі роки палац виглядав сірим. У кінці XX століття були відновлені оригінальні кольори. 

## Архітектура
Палац Пена відрізняється великою кількістю стилів, що відповідає екзотичному смаку романтизму. Навмисна суміш еклектичних стилів включає неоготику, неомануелін, неомавритан та неоренесанс. Натхненням до створення палацу були видатні португальські будівлі, наприклад, Вежа Белем. 
Майже весь палац стоїть на скелі в горах Сінтра. Структурно його можна розділити на чотири секції: 
- фундаменти та їх оборонні мури з двома воротами (один із яких захищений мостом, що піднімається)
- відновлена споруда старого монастиря та годинникова вежа
- Арковий Двір перед каплицею з її стіною з мавританськими арками
- палацова зона та її циліндричний бастіон із інтер'єрами, що оформлені в стилі катедраль.

### Секція монастиря та башта годинника
Намагались вберегти якомога більше залишків монастиря єронімітів, включаючи клуатр, їдальню, ризницю та каплицю у мануеліно-ренесансному стилі. Усі ці будівлі були вбудовані в нову секцію, яка містила широку терасу та вежу з годинником. Тераса королеви — чи не найкраще місце для любування не лише архітектурою палацу, але й видами на палацовий парк. На терасі є гармата із сонячним годинником, яка стріляла щодня опівдні. Вежа з годинником була зведена в 1843 році.

## Інтер'єр
Інтер’єри палацу Пена були пристосовані спроектовані так, аби слугувати літньою резиденцією королівської родини. У ньому є дивовижні ліпнини, розписані стіни в тромплеї та різні азулєжу з 19 століття, що входять до складу численних королівських колекцій. 

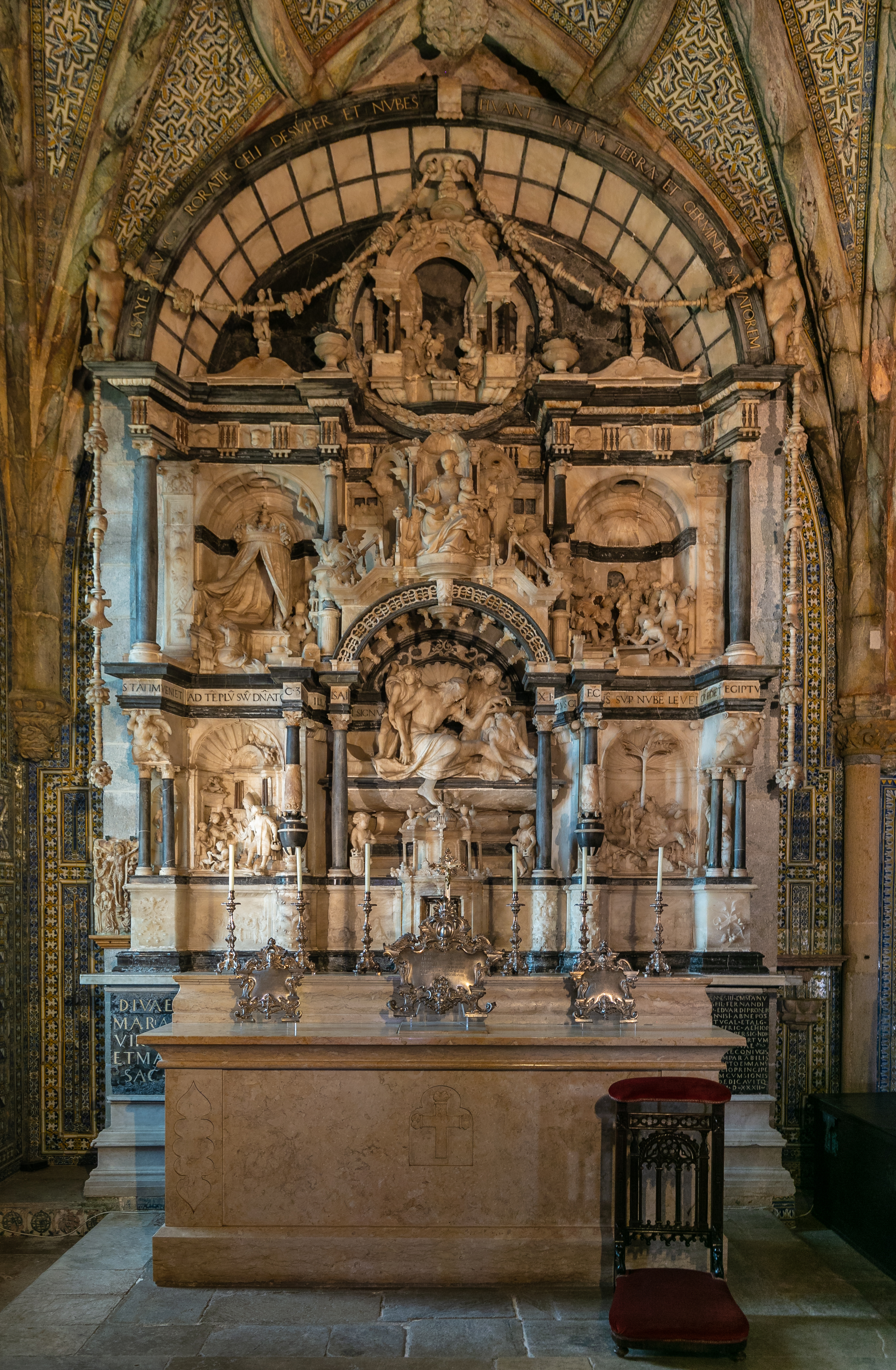
Каплиця
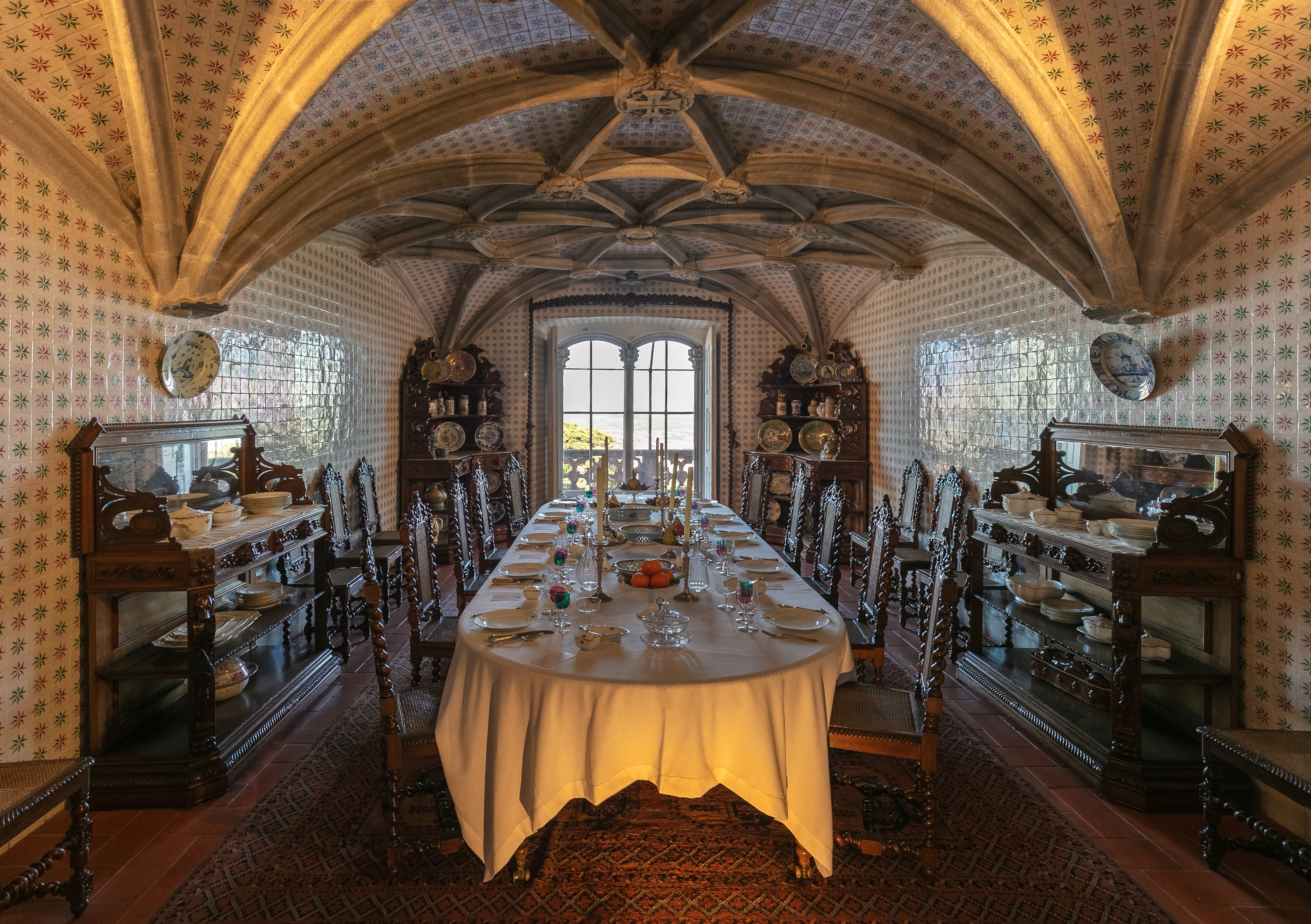
Королівська їдальня
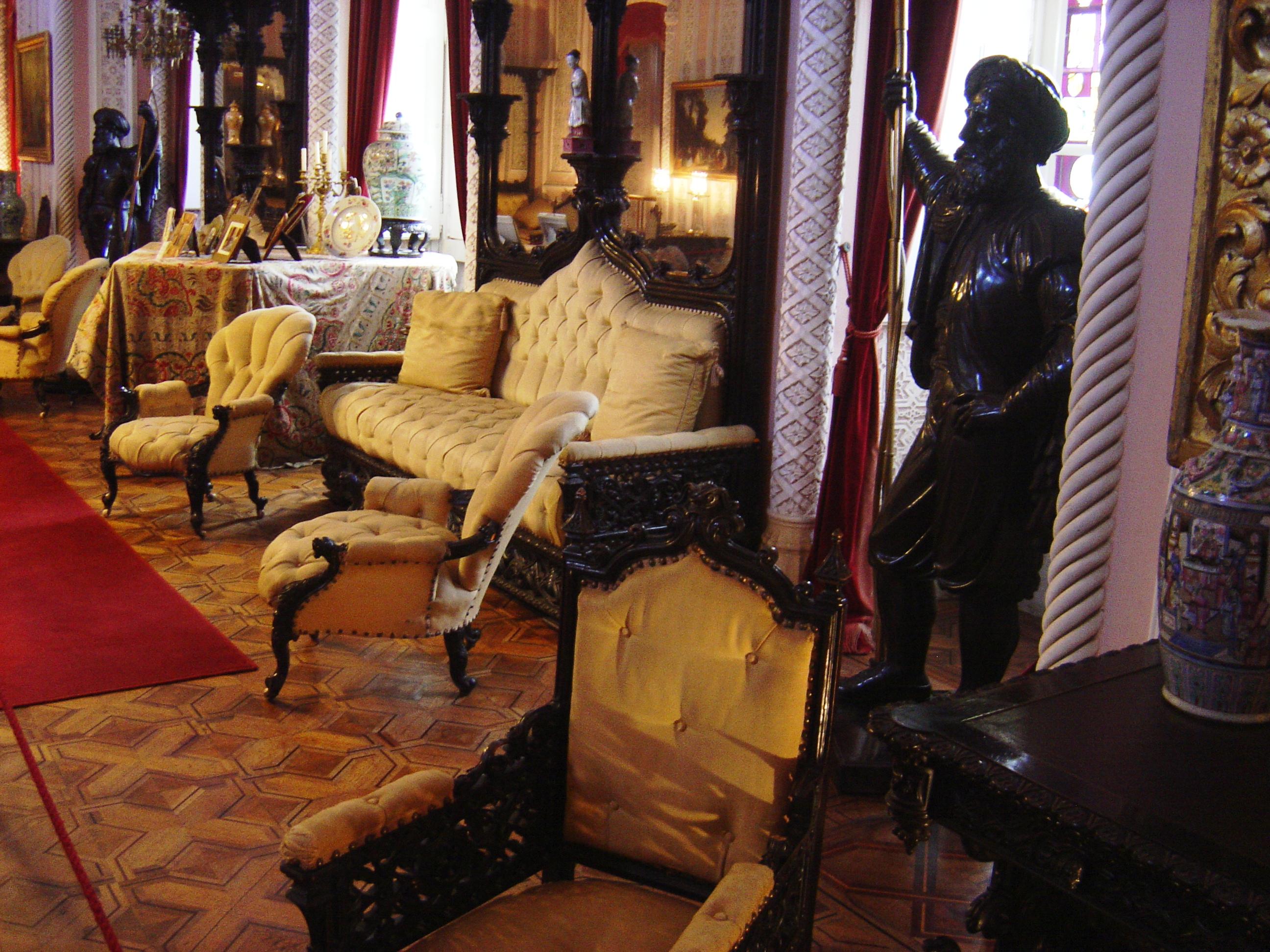
Кімната шляхетних
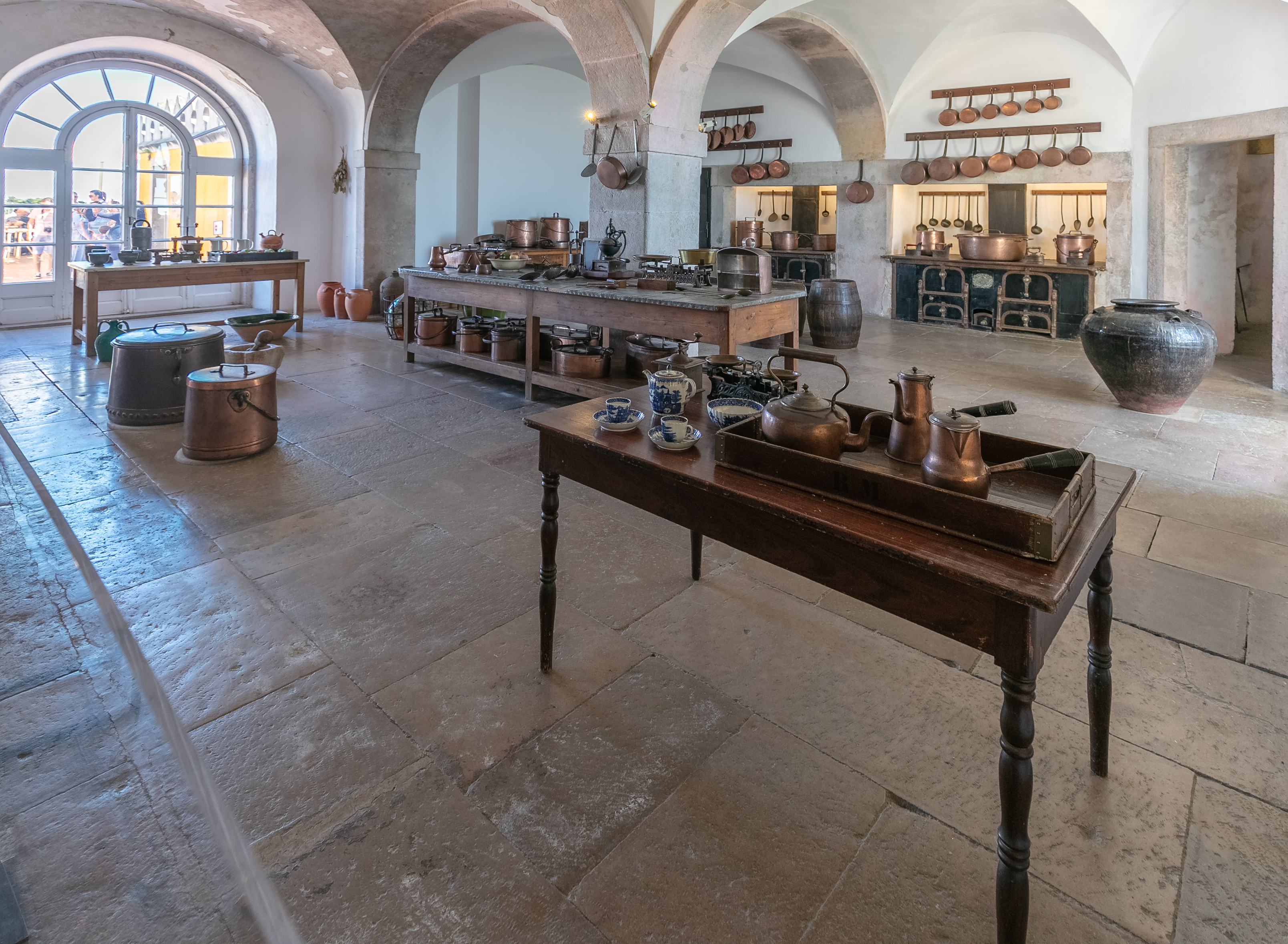
Кухня

## Парк
Парк Пена — це величезна лісиста територія, що повністю оточує палац Пена та займає понад 200 га нерівномірної місцевості. Парк був засаджений одночасно з будівництвом палацу королем Фернанду II.  
Король наказав посадити там дерева з різних, далеких країн. До них відносяться північноамериканська секвоя, кипарисовик Лавсона, магнолія та туя, китайське гінкго, японська криптомерія, а також широкий спектр папоротей з Австралії та Нової Зеландії, які засаджені у Саду папоротей королеви (Feteira da Rainha). Парк має лабіринтну систему доріжок і вузьких доріг, що з'єднують палац із безліччю цікавих місць парку, а також з двома його закритими виходами.

## Галерея

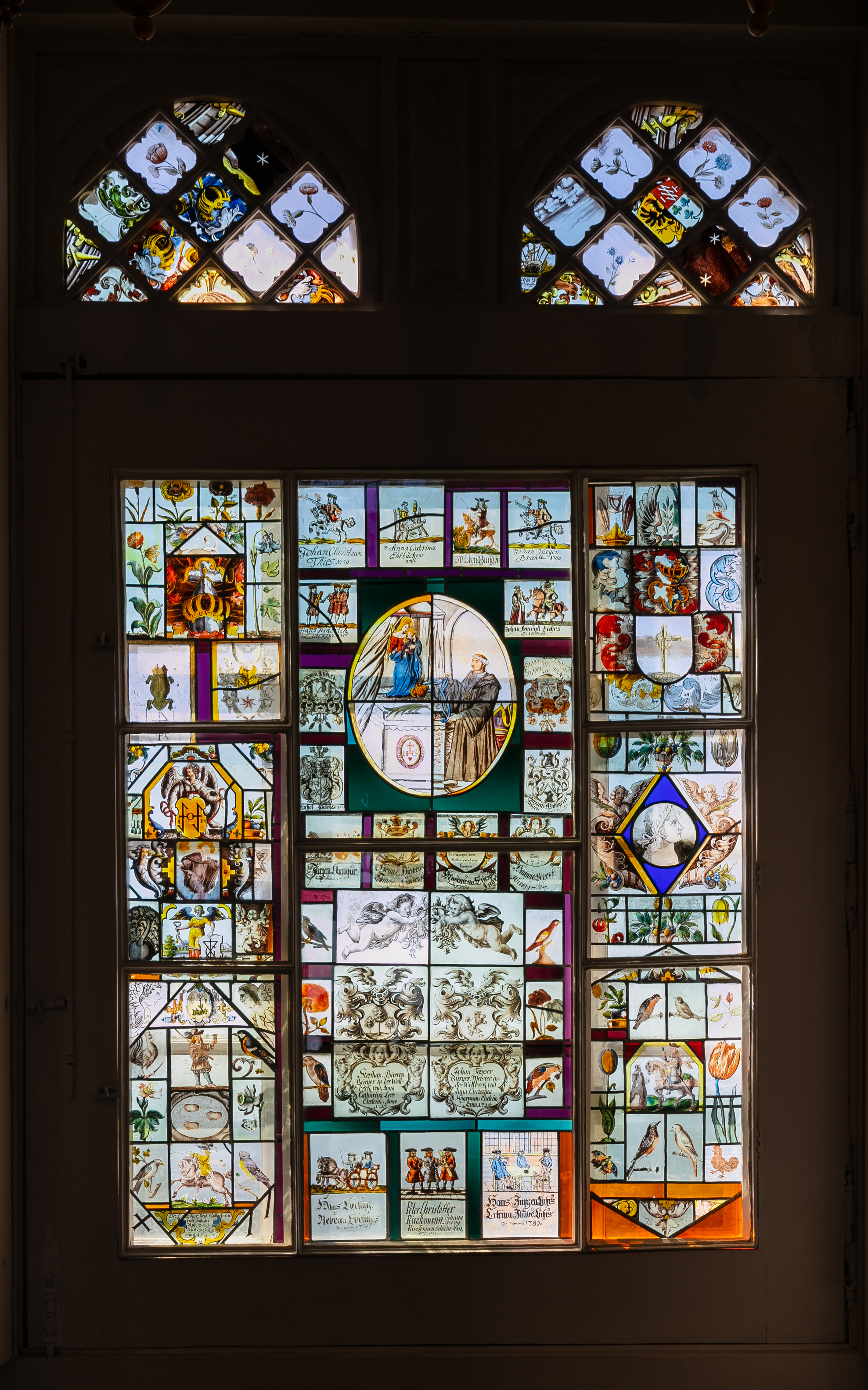
Вітраж у каплиці, палац Пена
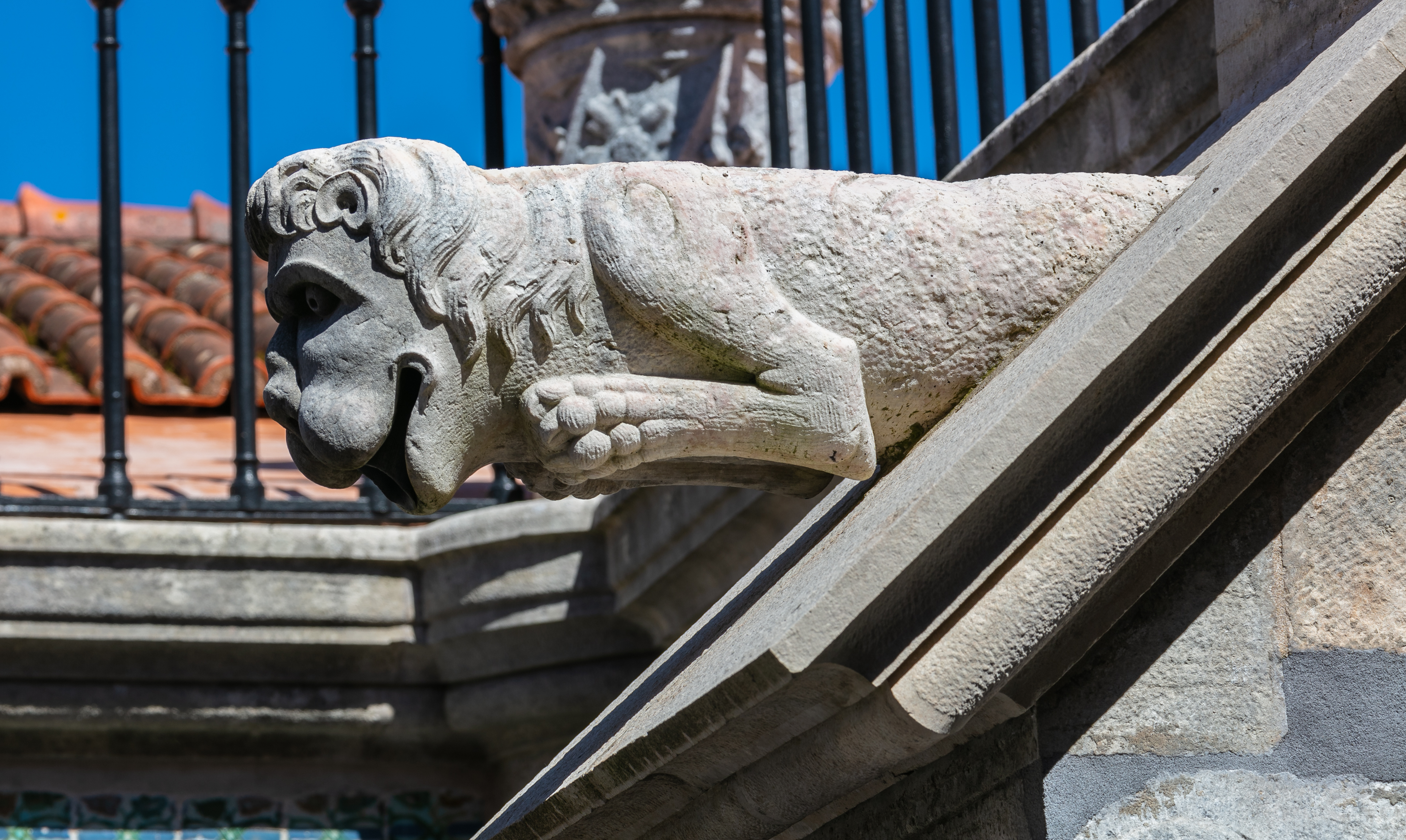
Деталь горгульї
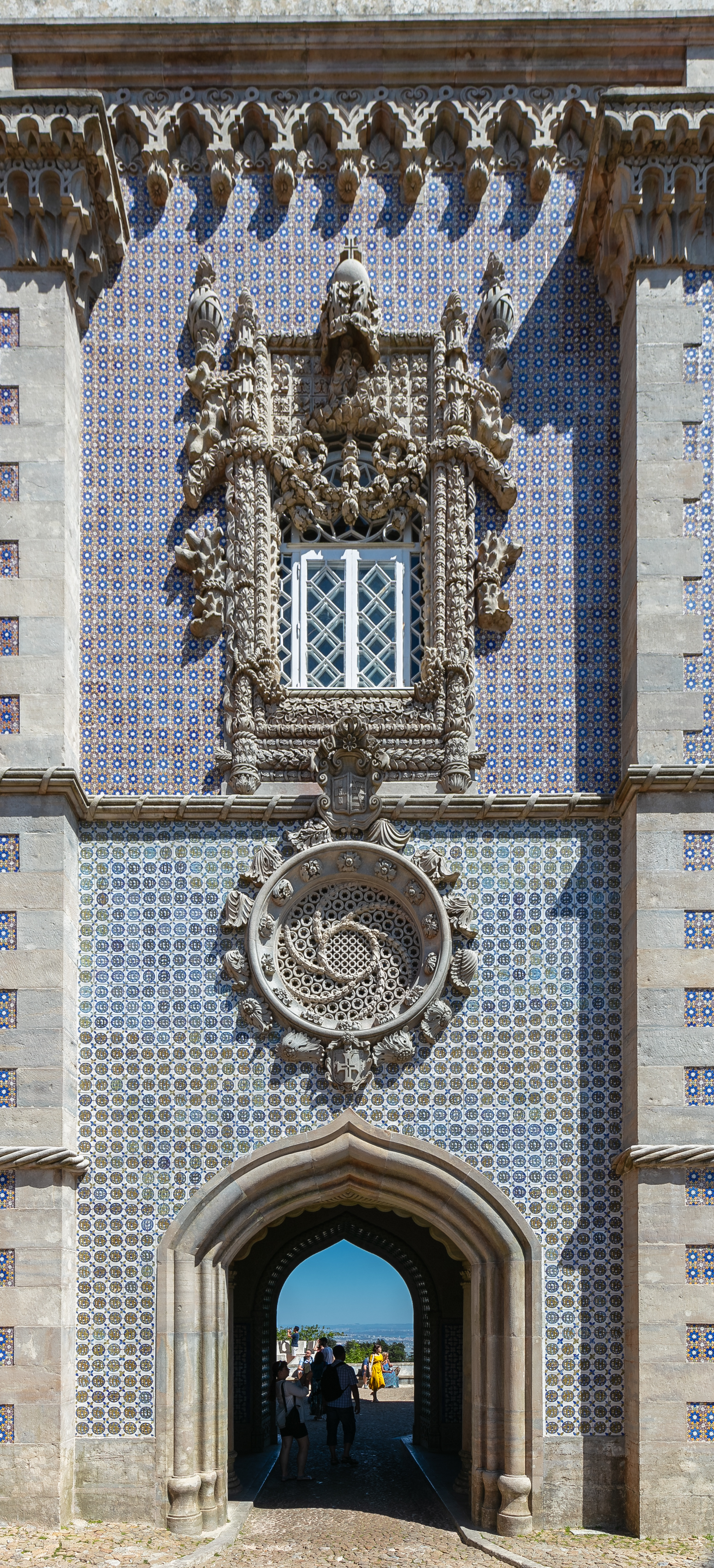
Неомануелінський фасад
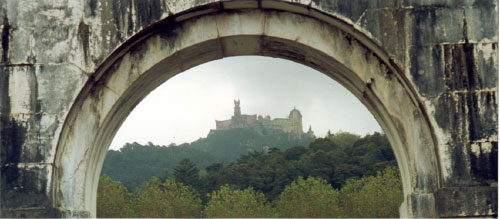
Палац Пена крізь арку палацу Сетаїш
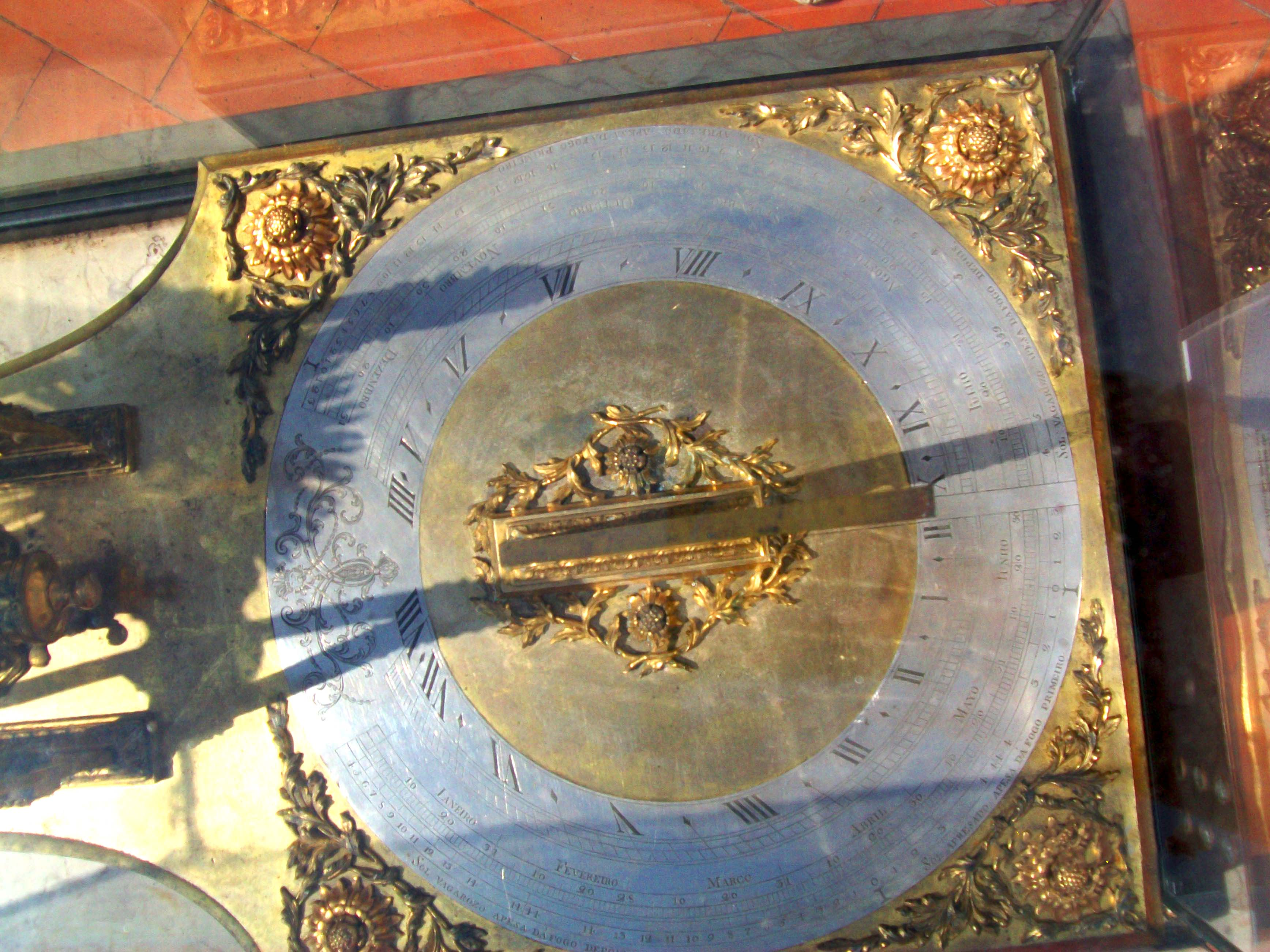
Гармата із годинник із сонячним годинником на терасі королеви
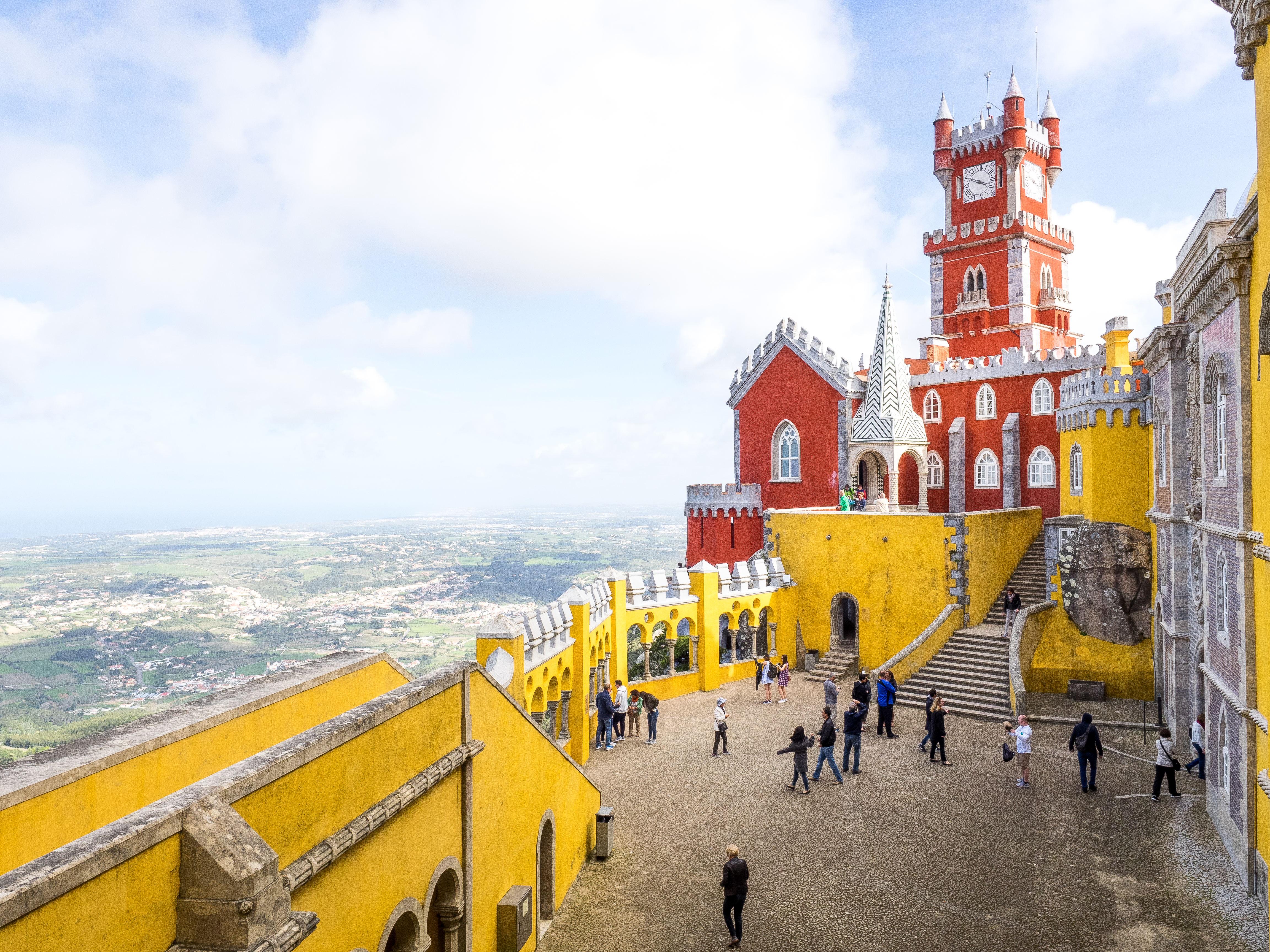
Арковий двір, каплиця та годинникова башта
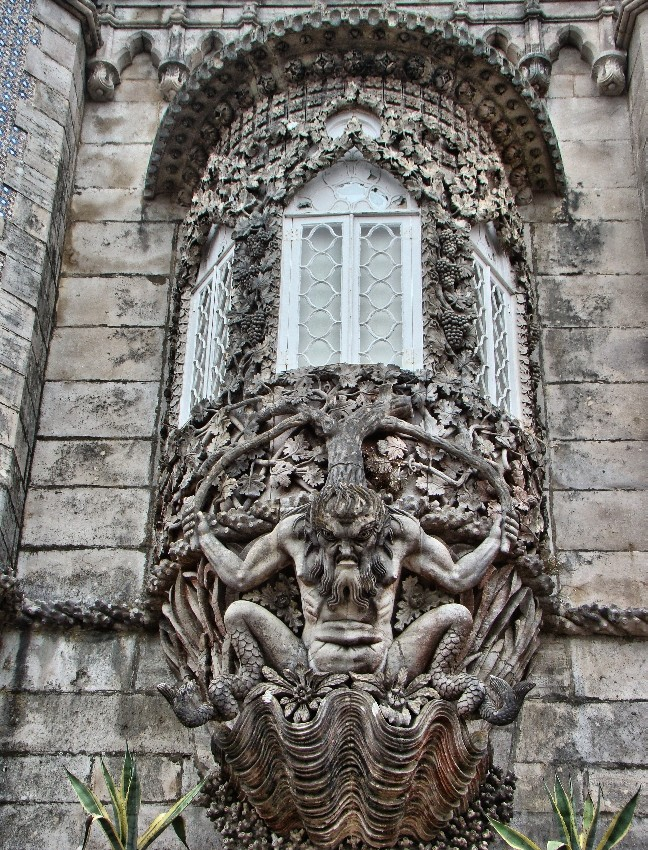
Зображення міфологічного тритона, алегорії створення світу
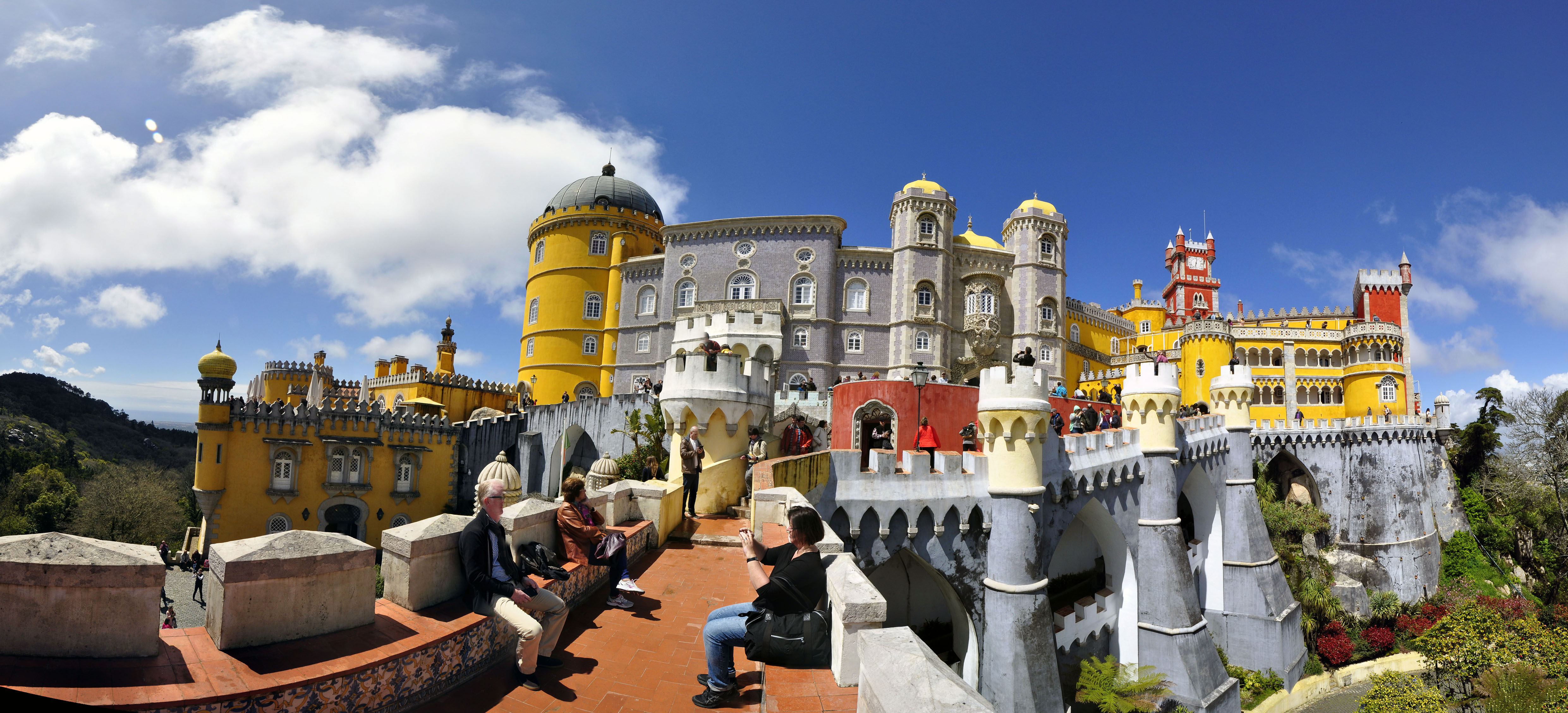
Вид на палац Пена
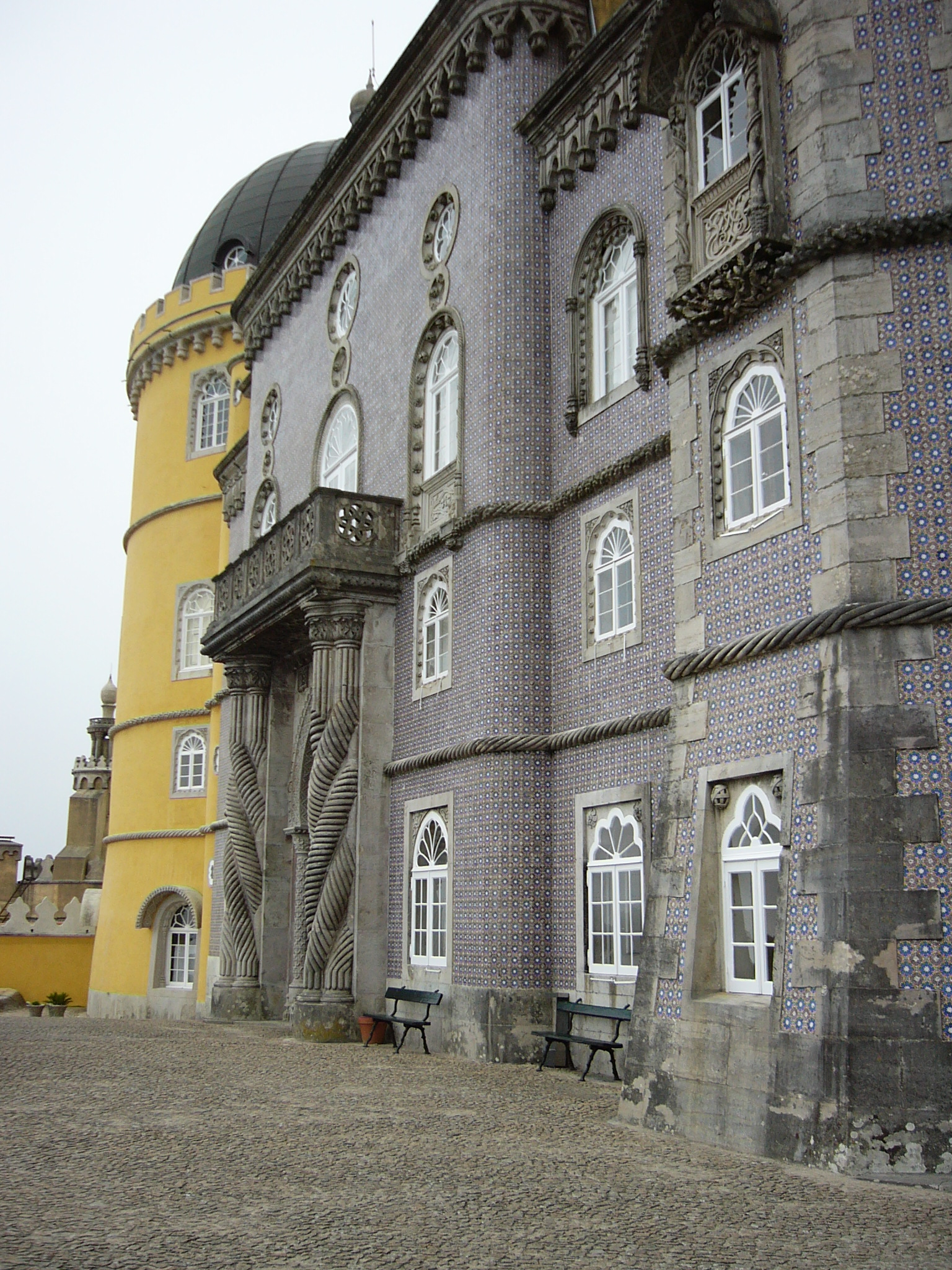
Вхід
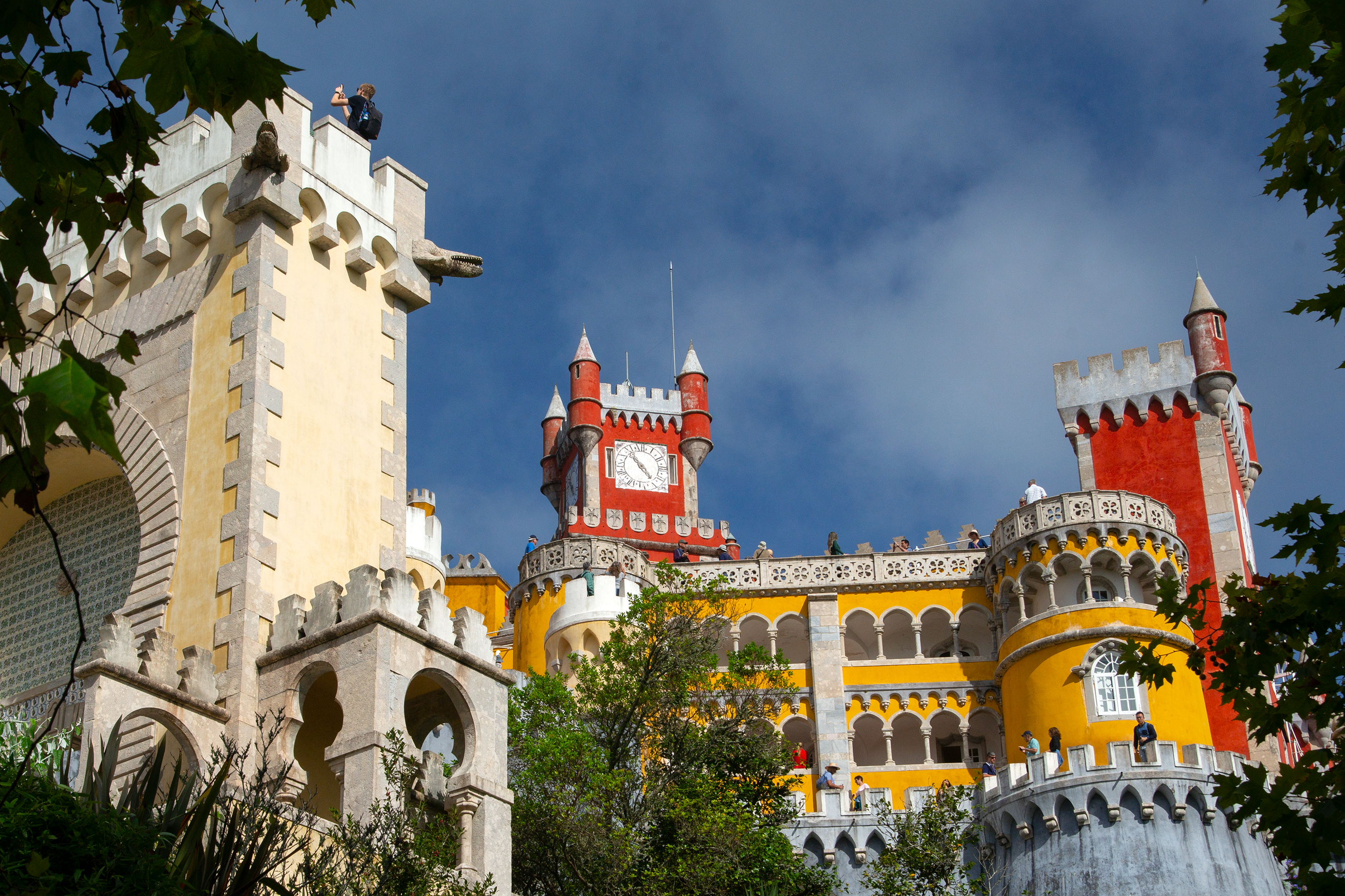
Суміш архітектурних стилів
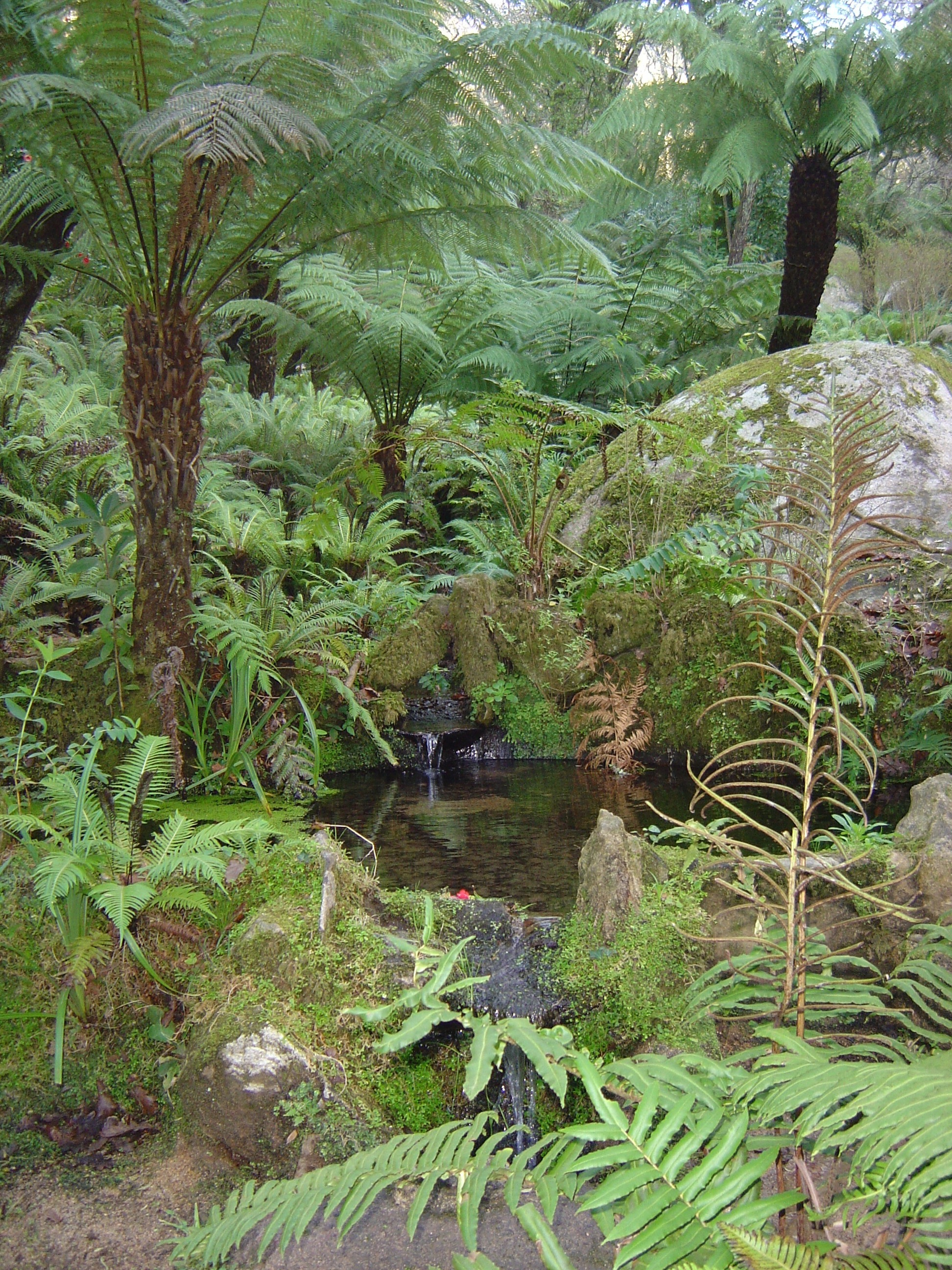
Струмок, що протікає через Сад папороті королеви

## Дивитися також
- Палац Монсеррат та Кінта ду Релужіу, що побудовані у подібному стилі

## Зовнішні посилання
- Парки Сінтри
- Інформація про палац Пена на вебсайті ратуші Сінтри (португальська)
- 3D-модель